# Szuda-lexikon
A Szuda vagy Szouda (görögül: Σοῦδα, jelentése: farakás, máglya) egy nagy terjedelmű X. századi bizánci lexikon. Magyarul korábban Suidas-lexikonnak hívták.

## A lexikon tartalma
A Szuda-lexikon, mely mintegy 30 000 bejegyzést tartalmaz, valójában átmenetet képez egy szótár és egy lexikon között. Elsődlegesen egyes szavak jelentését volt hivatva megadni. Ennek megfelelően megadja az adott szó előfordulási helyét az egyes irodalmi szövegekben, majd bemutatja, hogy honnan származik az adott szó, majd megadja a jelentését is. Az irodalomról és a történelemről írt szavak esetében  azonban az adott szó előfordulási helye kapcsán idéz olyan ókori szövegeket is, amelyek mára már elvesztek. Ezen túlmenően az ilyen kifejezések esetén hosszas magyarázatot is megad a lexikoníró, így felbecsülhetetlen értékű forrás olyan eseményekre, és művekre nézve, melyek egyébként a feledés homályába merültek. Az egyes szócikkek magyarázó jegyzeteit szkholionnak nevezik.
Maga a suda elnevezés valószínűleg a görög erősség szóból ered. Hosszú ideig úgy hitték, hogy egy konkrét Suda nevű személy írta a lexikont. Ez a közkeletű tévedés a XII. századi Euszthathiosz thesszalonikai érsekre vezethető vissza, aki gyakran idézett a műből, és személynévnek hitte a Suda szót.
Összeállításánál a legfontosabb források VII. (Bíborbanszületett) Konstantin, Antiochiai János (VII. század), valamint Georgiósz Monakhosz (György barát) írásai lehettek. Maga a lexikon a bevezetőjében tételesen felsorol olyan szótárakat is, melyekből az egyes címszavak össze lettek válogatva.
A mű eredete nem tisztázott. Az Ádám címszónál a szerkesztő(k?) egy világkronológiát ad(nak?), mely I. (Tzimiskés) Joannész 975-ös haláláig tart, viszont a Konstantinápoly címszónál II. Baszileiosz (ur.: 976–1025) és VIII. Konstantin (ur.: 1025–1028) is meg vannak említve. A kutatók arra következtetnek, hogy a lexikont a X. század második felében szerkesztették. Az esetleges későbbi eseményekre (pl. Mikhaél Pszellosz Khronográfiájában is fellelhető eseményekre) való hivatkozásokat későbbi betoldásnak, azaz interpolációnak vélik a kutatók.
A Szudának majdnem egykorú iszlám társa is akadt: az Ibn an-Nadím által összeállított Kitáb al-Fihriszt.

## Szócikk a Szuda-lexikonból
Diagoras szkholion
Télekleidés vagy Téleklytos fia, mélosi filozófus és dalköltő. Az abdérai Démokritos, látva milyen jónövésű, megvette őt – akkor rabszolga volt – tízezer drachmáért, és tanítványául fogadta. Foglalkozott lantos költészettel is, korát tekintve Pindaros és Backhylidés utáni, Melanippidésnél idősebb, virágkora a 78. olympiasra (Kr. e. 468/464) esik. Istentelennek nevezték, mert ilyen volt a gondolkodása, mióta egy hasonló foglalkozású ember, akit azzal vádolt, hogy ellopott egy paiánt, amit ő költött, megesküdött rá, hogy nem követte el a lopást és nem sokkal később előadva sikert aratott vele. Ezután Diagoras megírta Bástyaledöntő érvek címen emlegetett művét, amely az istenségben való hit megtagadását és cáfolatát tartalmazza. Diagoras pedig letelepedve Korinthosban, ott élte le életét.

## Szemelvények magyarul
- Németh György: Görög történelem - Szöveggyűjtemény, Bp., Osiris kiadó, 2003. ISBN 9633894565

## Online
- A Szuda-lexikon megtalálható online: https://www.cs.uky.edu/~raphael/sol/sol-html

## Szakirodalom magyarul
- Simon Róbert (szerk.): A bizánci irodalom kistükre, Budapest, Európa Kiadó, 1974, ISBN 963-07-0345-9

## Fordítás
- Ez a szócikk részben vagy egészben  a   Suda című angol Wikipédia-szócikk ezen változatának fordításán alapul.  Az eredeti cikk szerkesztőit annak laptörténete sorolja fel. Ez a jelzés csupán a megfogalmazás eredetét és a szerzői jogokat jelzi, nem szolgál a cikkben szereplő információk forrásmegjelöléseként.